# Neotoxeumorpha
Neotoxeumorpha is een geslacht van vliesvleugeligen uit de familie van de Pteromalidae. De wetenschappelijke naam van dit geslacht werd voor het eerst geldig gepubliceerd in 2002 door T. C. Narendran.

## Soorten
Het geslacht Neotoxeumorpha is monotypisch en omvat slechts de volgende soort:
- Neotoxeumorpha exoristae Narendran, 2002